# Фурманівка (Кам'янець-Подільський район)
Фу́рманівка — село в Україні, у Кам'янець-Подільському районі Хмельницької області.

## Назва
Історично зафіксовані назви: «Ониківці», «Окунів», «Фурманівці». Назва Фурманівка найбільш імовірно походить від власника Миколи Фурмана.
Місцева легенда про назву села розповідає:
| | \| У давнину люди мешкали поблизу річки Тернави, на її долині й господарювали. Та ось одному господарю не захотілося більше жити біля річки, на долині, і він вирішив збудувати оселю на горбі. З часом за ним потягнулася родина, сусіди і це поселення отримало назву по прізвищу першого переселенця Фурмана. \| |
| У давнину люди мешкали поблизу річки Тернави, на її долині й господарювали. Та ось одному господарю не захотілося більше жити біля річки, на долині, і він вирішив збудувати оселю на горбі. З часом за ним потягнулася родина, сусіди і це поселення отримало назву по прізвищу першого переселенця Фурмана. | |

## Географія
Подільське село Фурманівка розташоване в південно-західній частині України, на високому правому березі річки Тернава, за 14 кілометрів автодорогами від міста Кам'янець-Подільський.

### Клімат
Для села характерний помірно континентальний клімат. Фурманівка розташована у «теплому Поділлі», тут весна настає на 2 тижні раніше. Але діяльність людини призводить до зміни клімату та глобального потепління. Рівень наповнення річок водою в області становить лише 20 % від необхідного стандарту.

## Історія
13 травня 1439 року польський король Владислав III Варненчик підтвердив Петру і Яну Бахавським запис 60 кіп грошей, зроблений великим князем Вітовтом для їхнього батька Гжегожа на село «Ониківці», що лежить над річці Тарнава в Бакотському повіті.
16 березня 1441 року польський король Владислав III Варненчик записав Петру Цьолку 60 гривень на селах «Окунів» і «Воєводинці» на річці Тарнаві в Бакотському повіті та 40 гривень на селі «Гниловоди» у Кам’янецькому повіті Подільської землі.
Згадка про  «Окунів» в 1444 року значилось село спустошеним через напади, віддано Миколі Фурману. З 1460 року зустрічається назва Фурманівка.
Часті татарські набіги повністю спустошували село декілька разів.
На початку XVII століття Владислав IV Ваза надав під заклад Фурманівку магнатам Потоцьким. Згодом селом володіли пани: Заремба, Кучинський, Голохвастов, Деюнкерк.
Церква святої Трійці згадується з 1736 році – дерев’яна триверха споруда. В 1740 році крита соломою, в 1748 – гонтою, існувала до 1774 року. Церква святих Кузьми і Дем’яна збудована в 1781 – 1783 роках. Нова церква збудована в 1851 року.
Внаслідок поразки визвольних змагань на початку XX століття, село надовго окуповане російсько-більшовицькими загарбниками.
Радянська окупація принесла колективізацію та розкуркулення, мешканці села зазнали репресій. Багатьох частинах Поділля відбувались масові селянські повстання, проти радянської влади.
В 1932–1933 селяни села пережили жахливі події — Голодомор.
Роки Великого терору 1936-1937 вбито осіб різних національностей і професій, багато людей було виселено як сім'ї «ворогів народу». У книзі «Реабілітовані історією» розповідається про репресованих із Фурманівки. Усіх їх набралося 26. Із них 24 народилися у Фурманівці, а двоє тут мешкали і працювали в місцевому колгоспі. За національністю репресовано 13 українців і 13 поляків. Щодо поляків, то більшість із них 1936 року як неблагонадійних елементів було вислано за межі України – в Казахстан. Така доля спіткала Кульчицьких, Новацьких. А ось Франца Здановського 1938 року звинуватили в контрреволюційній діяльності і розстріляли. Роком раніше така ж доля спіткала Фелікса Завадського, звинуваченого в участі в шпигунській організації. За тим же звинуваченням було розстріляно й українця Степана Радюка. Ще один розстріляний – Олександр Турняк – був звинувачений у контрреволюційній діяльності.
Після завершення Другої світової війни у 1946—1947 роках село вчергове пережило голод.
Репресії були як до війни, так і по війні. 1948 року Кам’янець-Подільський райвідділ міліції за ухилення від суспільно корисної праці в колгоспі вислав Сергія Ремішевського на 8 років у Кемеровську область. Уже після смерті Сталіна, в жовтні 1953 року Ремішевського достроково звільнили із спец-поселення.
З 24 серпня 1991 року село входить до складу незалежної України.
У 2016 році завершували виготовлення паспорту сміттєзвалища села Фурманівка.
З 14 серпня 2017 року шляхом об'єднання сільських рад, село увійшло до складу Слобідсько-Кульчієвецької сільської громади. Об'єднання в громаду має створити умови для формування ефективної і відповідальної місцевої влади, яка зможе забезпечити комфортне та безпечне середовище для проживання людей.
15 червня 2023 року селі Фурманівка на Кам’янеччині парафія церкви святих Косьми і Даміана перейшла з Московського патріархату в Православну Церкву України. Вперше, в місцевій церкві пролунала молитва українською мовою.

## Населення
Населення становило 299 осіб за переписом 2001 року. На той час село мало 113 дворів, яких мешкали люди.
З історичних відомостей відомо, що багато першопоселенців Фурманівки були вихідцями з сусідніх Палютинців.

### Мова
У селі поширені західноподільська говірка та південноподільська говірка, що відносяться до подільського говору, який належить до південно-західного наріччя.
100 % населення вказало своєю рідною мовою українську мову.

## Інфраструктура
Село газифіковане. У приміщенні сільського клубу працювала виїзна бібліотека, діяв фельдшерський пункт. Школа та садочок закриті, діти їздять автобусом у сусідні села на навчання.
У сільському клубі діяли танцювальний колектив «Барвінок» та вокальна група «Фурманівчанка».

## Релігія
У минулому греко-католицький, а нині православний храм стоїть вже майже два століття. Церква закладена в 1781 року, а освячена 1783 року китайгородським деканом Іоаном Рожаловським на честь Козьми і Дем’яна. Нинішня дерев’яна церква побудована 1851 року за рахунок селян.
- Церква святих Косьми і Даміана (ПЦУ)

## Відомі люди

### Народилися
- Малік Микола Йосипович — український вчений-аграрник, доктор економічних наук, професор, академік НААН, Заслужений діяч науки і техніки України.
- Локай Анатолій Іванович — педагог, науковець.
- Олійник Михайло Пилипович — український вчитель, учасник Першої світової війни, репресований, через визнання куркулями батьків.

## Охорона природи
Село розташоване у межах національного природного парку «Подільські Товтри».